# 基耶什德鄉

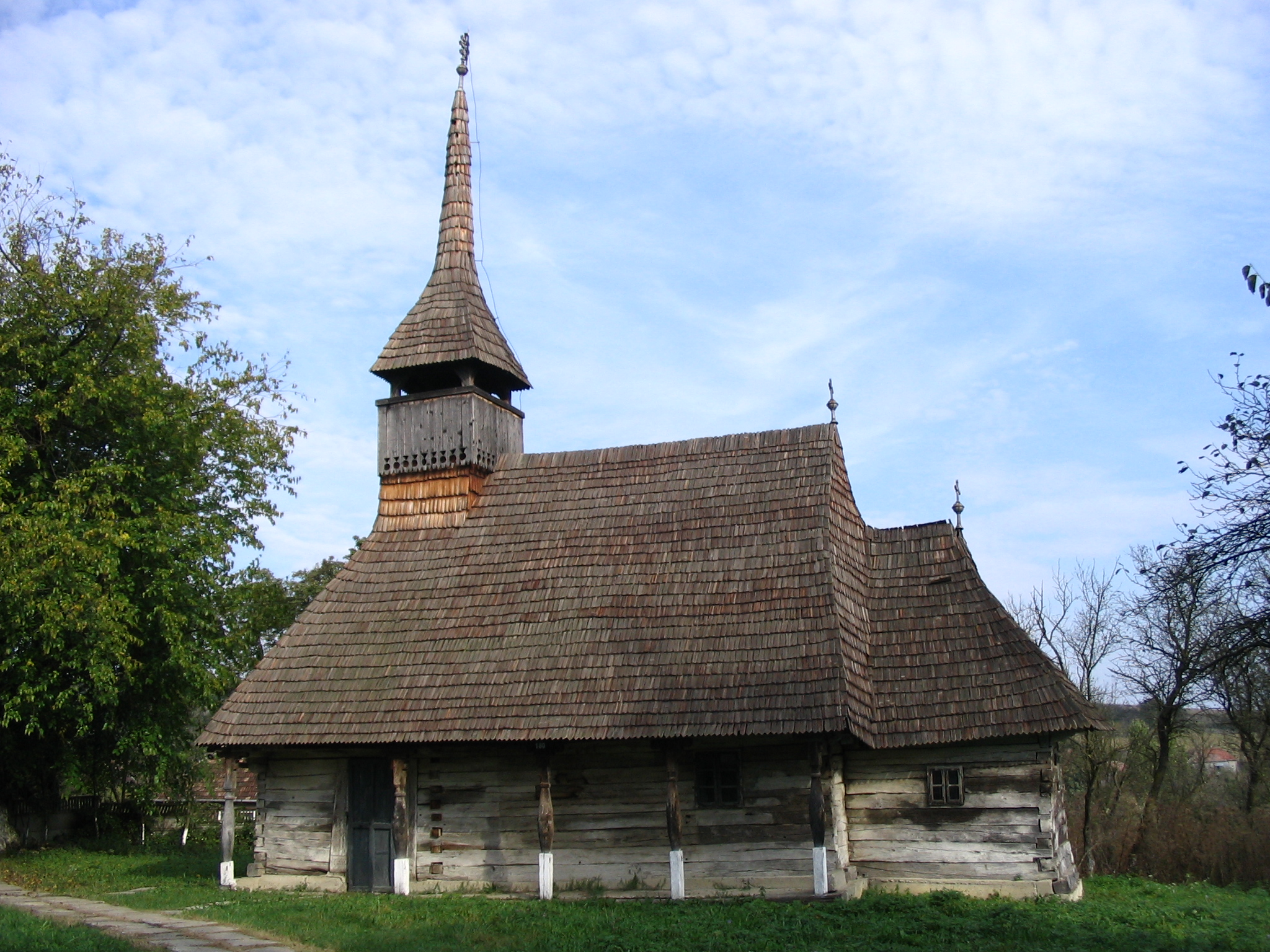

47°23′N 22°53′E / 47.383°N 22.883°E
基耶什德鄉（羅馬尼亞語：Comuna Chieșd, Sălaj），是羅馬尼亞的鄉份，位於該國西北部，由瑟拉日縣負責管轄，面積28平方公里，海拔高度199米，2007年人口2,597，人口密度每平方公里91人。